# Presidente Vargasstuwdam
De Presidente Vargasstuwdam (Portugees: Usina Hidrelétrica Presidente Vargas) is een waterkrachtcentrale aan de Rio Tibaji in de Braziliaanse staat Paraná.